# Brightest Day
Brightest Day est un crossover publié pour la première fois par DC Comics en 2010 aux États-Unis, ainsi qu'une mini-série à l'année qui a commencé en avril 2010. Le responsable éditorial de l'évènement est Eddie Berganza. L'histoire suit la fin de la série Blackest Night et comment la conséquence de ces événements affecte l'univers DC dans son ensemble.
En France, ce crossover a d'abord été édité chez Panini Comics, puis chez Urban Comics, après la cession des licences DC Comics de Panini Comics à Urban Comics. Panini Comics n'avait d'ailleurs publié qu'une partie en édition kiosque. Urban Comics a sorti l'intégrale de la série en trois tomes sur une année, à la fréquence d'un tome tous les deux mois. Le premier tome est donc sorti en juin 2013 et le dernier en octobre 2013.

## Synopsis
A la fin du récit Blackest Night, douze héros et vilains sont ressuscités pour un but inconnu. Les évènements de Brightest Day suivent les exploits de ces personnages qui cherchent à comprendre le pourquoi de leur retour à la vie.

## Titres et numéros
- Brightest Day no 0-24, série principale suivant les actions de six des ressuscités : Deadman, Hawkman, Hawkgirl, Martian Manhunter, Aquaman et Firestorm.
- Green Lantern (no 53-62) se concentre sur Hal Jordan, ainsi que les représentants des autres Corps de Lantern qui tentent d'empêcher la capture de toutes les entités emotionelles ce qui mène à la Guerre du Corps des Green Lantern.
- Green Lantern Corps (no 47-57) se concentre sur Kyle Rayner, John Stewart et Ganthet alors qu'ils font face à la révolte des Alpha Lanterns jusqu'à la Guerre du Corps des Green Lantern.
- Green Lantern: Emerald Warriors (no 1-6) se concentre sur Guy Gardner, Kilowog, Arisia Rrab (en), Sodam Yat (en) et le Red Lantern Bleez qui mettent en route un plan pour sauver l'univers d'un ennemi caché pour empêcher la Guerre du Corps des Green Lantern.
- Brightest Day: The Atom Special est un one shot qui portait le bandeau Brightest Day, mais qui est en fait l'introduction à la mini-série d'Atom contenu dans Adventure Comics no 516-521 et Giant-Size Atom no 1.
- Birds of Prey (no 1-6) se concentre sur Hawk ressuscité et sur la connexion de Dove à la Lumière Blanche.
- The Flash (no 1-7) se concentre sur Captain Boomerang ressuscité.
- Green Arrow (no 1-12) se concentre sur la forêt mystérieusement apparue à Star City.
- Justice League of America (no 44-48) se concentre sur Jade (en) ressuscitée alors qu'elle essaye de sauver son frère et son père du contrôle de Starheart.
- Justice League: Generation Lost (no 1-24) se concentre sur Booster Gold, Captain Atom, Fire (en) et Ice (en) comme ils tentent de retrouver Maxwell Lord.
- Justice Society of America (no 40-43) arc narratif partagé avec la série Justice League of America.
- Titans (no 24-30) se concentre sur Osiris ressuscité alors qu'il rejoint une équipe de vilains menée par Deathstroke. Un numéro spécial, Titans: Villains For Hire Special no 1, précède le no 24. Incidemment, le numéro 28 est le dernier à porter le bandeau Brightest Day.

### Autres série liées à l'évènement
- Action Comics (no 890–900), présente Lex Luthor et sa quête universelle pour localiser l'énergie du Corps des Black Lantern.
- Booster Gold (no 33) revient sur des éléments de la recherche de Maxwell Lord dans Justice League: Generation Lost.
- Power Girl (no 13–23) est lié de loin à Justice League: Generation Lost.
- Untold Tales from Blackest Night no 1 (octobre 2010) bien que portant Blackest Night dans son titre, ce one shot est connecté à Brightest Day no 11–12, Green Lantern no 59 et Green Arrow no 5 qui impliquent tous le retour du Corps des Black Lantern.
- Shazam! no 1, ce one shot est connecté de loin à la mission d'Osiris de sauver sa sœur.
- Teen Titans no 83 explique pourquoi Blue Beetle prend congés des Titans, et les évènements de Generation Lost no 2 y sont indirectement mentionné.
- War of the Green Lanterns est un arc narratif qui croise les trois titres Green Lantern et est une suite directe à Brightest Day (Green Lantern no 63-67, Green Lantern Corps no 58-60, Green Lantern Emerald Warriors no 7-10, War of the Green Lanterns Aftermath no 1-2).

### Brightest Day Aftermath: The Search for Swamp Thing
En juin 2011, une mini-série de trois numéros présente le retour de John Constantine dans l'univers DC et sa tentative de convaincre Superman et Batman que le choix d'Alec Holland (le nouveau Swamp Thing) en tant que nouveau protecteur de la Terre est inévitable et que Alec Holland, nouvellement ressuscité, devra mourir pour fusionner avec le Vert, la conscience collective des végétaux.

## Publications
Panini Comics propose le début de la série dans son offre kiosque en 2011 :
- Septembre 2011 : Brightest Day no 1 : contient Brightest Day no 1 à 3
- Novembre 2011 : Brightest Day no 2 : contient Brightest Day no 4 à 7

En 2013, Urban Comics édite l'intégralité de la série dans sa collection DC Classiques :
- Brightest Day Tome 1  : Secondes chances : contient Brightest Day no 0 à 7  (ISBN 978-2-3657-7244-0).
- Brightest Day Tome 2  : Destins croisés : contient Brightest Day no 8 à 16  (ISBN 978-2-3657-7267-9).
- Brightest Day Tome 3 : Le retour du héros : contient Brightest Day no 17 à 24  (ISBN 978-2-3657-7278-5).